# Kospeciáció

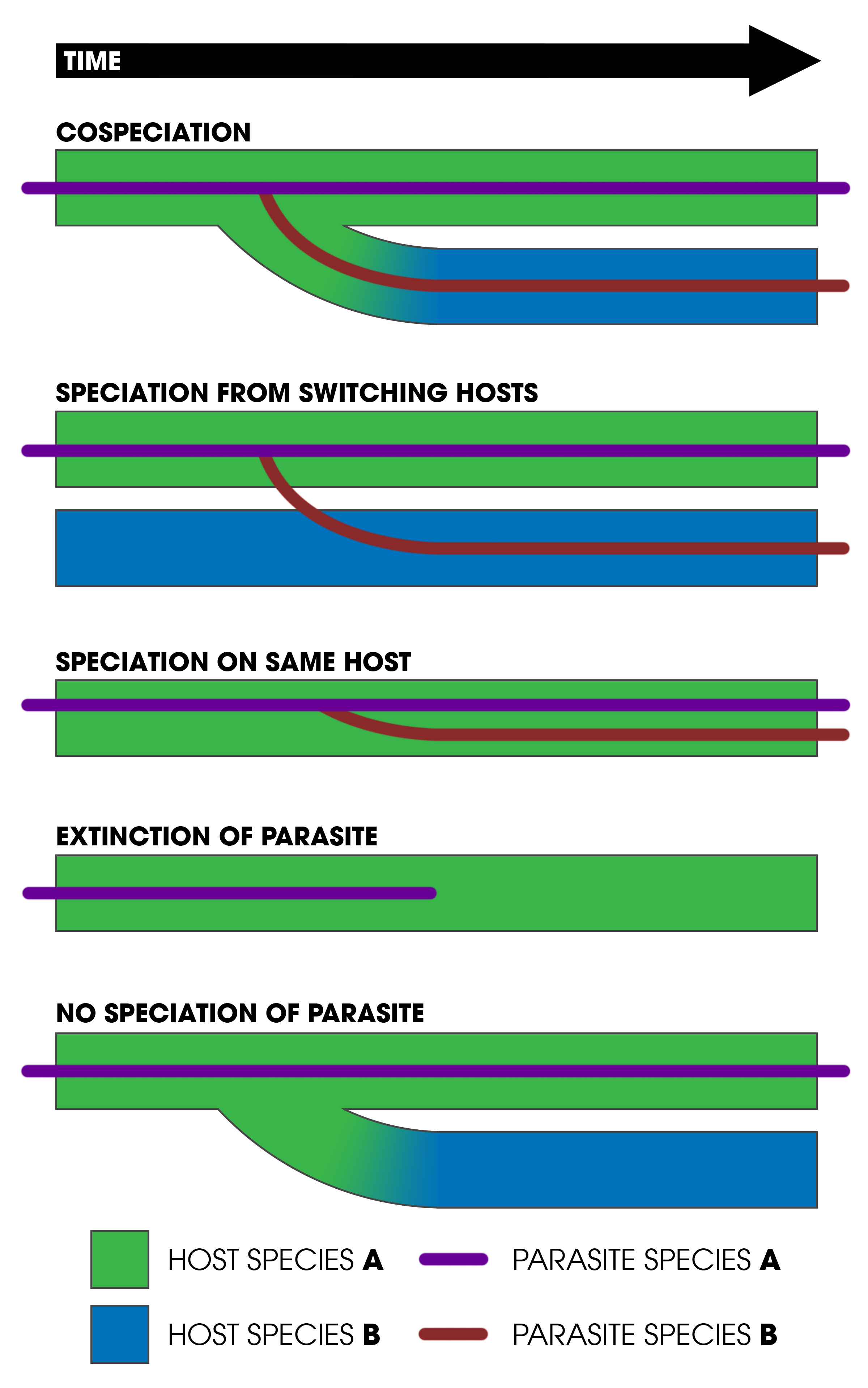
Kospeciáció és gazda-parazita kapcsolatok. Fentről lefelé:
- Kospeciáció: gazda és parazita egyidejűleg specifikálódnak
* Gazdaváltás: speciáció, ahogy a parazita gazdát vált, és reproduktív izolációban evolválódik tovább az új gazdával
- Független speciáció: ugyanabban a gazdaszervezetben kettéválik parazita evolúciója a gazdától függetlenül
- Kihalás: a parazita kihal a gazdafajon
- "Lekésni a buszt": Kialakul a gazdafaj egy csoportja, melyben a parazita nem él meg.

A kospeciáció egyfajta koevolúció, melyben egy faj speciációját egy másik faj diktálja. Ezt a folyamatot leggyakrabban gazda-parazita kapcsolatokon vizsgálják. Ha ugyanazon gazdafaj két egyede egymáshoz fizikailag közel kerül, akkor az egyazon fajhoz tartozó paraziták mindkét gazdaegyedről képesek átmenni a másik egyedre, és ott párosodni a másik gazda parazitáival.  Ha azonban speciációs esemény áll elő a gazdafajnál, akkor a paraziták nem lesznek képesek átjárni két gazdaegyed között, mivel a két új gazdafaj már nem párosodik, így nem is kerülnek egymáshoz közel. Ha a speciáció eseménye földrajzi szétválasztás miatt következik be, nagyon valószínűtlen az, hogy két gazda akármilyen interakcióba lépjen egymással. A gazdaszervezetek közelségének hiánya végül megakadályozza a parazitapopulációk interakcióját és párosodását. Ez végül a parazitán belüli speciácóhoz vezethet. 
Fahrenholz szabálya szerint, amelyet Heinrich Fahrenholz először 1913-ban fogalmazott meg, ha a gazda-parazita kospeciáció megtörtént, a gazdafajok és a parazitafajok filogenetikája tükrözi egymást, kongruensek. A gazda-parazita filogenetikákban, és az összes többi faj filogenetikájában a tökéletes átfedés, egybevágóság ritka. A gazda-parazita filogenetikai összehasonlításába beleszólhat gazdaváltás, kihalás, független speciáció és más ökológiai események, megnehezítve ezzel a kospeciáció felismerését.  A kospeciáció azonban nem korlátozódik a parazitizmusra, szimbiotikus kapcsolatokban is előfordul, például a főemlősök és bélmikrobáik esetében. 

## Fahrenholz szabálya
1913-ban Heinrich Fahrenholz felvetette, hogy kospeciációs folyamat hatására mind a gazdafajok, mind a parazitafajok filogenetikai fái kongruenssé válnak, vagyis tükrözni fogják egymást, egybevágóak.  Pontosabban közel rokon parazitafajok találhatók közel rokon gazdafajokon. Így annak meghatározására, hogy a gazdafajok és a parazitafajok között történt-e kospeciációs folyamat, a tudósok összehasonlító elemzéseket végeznek a gazda és a parazita csoportok leszármazási vonalaira vonatkozóan. 
Daniel Janzen 1968-ban Fahrenholz szabályának ellentmondó elméletet dolgozott ki. A növények és rovarok közti kospeciáció vizsgálatakor észrevette, hogy a fajoknak egy fiziológiailag élhető környezete.  Az idő múlásával a parazita fajokba konzervált tulajdonságok lehetővé teszik a túlélést számos körülmény között és környezetben. Az "ökológiai illeszkedés" azt jelenti, hogy a közel rokon paraziták hasonló tulajdonságokkal rendelkeznek, amelyek egy adott gazdaszervezetben lévő körülmények között a faj fennmaradását lehetővé teszi. Ez magyarázatot ad a gazda-parazita csoportok filogenetikai átfedésére, kongruenciájára.  

## Parazita kospeciáció
Fahrenholz szabály úgy tűnik, hogy megfigyelhető a tasakospatkány-félék és parazitáik, a rágó tetvek között. 
Ez a jelenség kimutatható Poaceae fű és  Anguininae fonálféregfajok között  valamint néhány növény és a Phyllonorycter levélbányász lepkék között . 

## Szimbiotikus kospeciáció

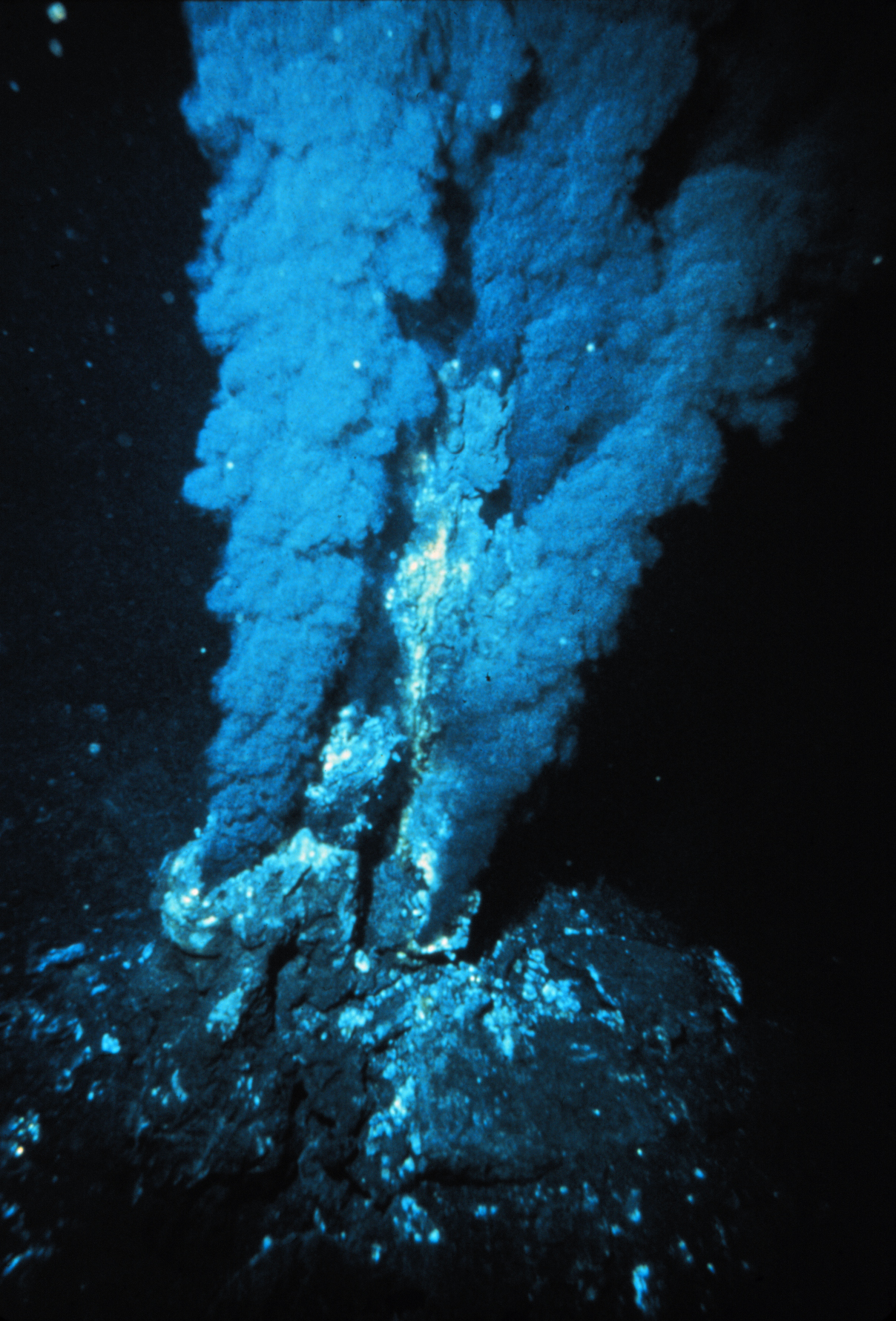
A hidrotermális kürtők energiát és tápanyagokat szolgáltatnak a kemoautotróf baktériumoknak, amelyek így szimbiotikusan összekapcsolódtak a mélytengeri kagylókkal.

Szimbiotikus kospeciáció megfigyelhető állatoknál az Uroleucon (levéltetvek) és a Buchnera (az Orobanchaceae növényefajai között,   valamint mélytengeri kagylók és a kemoautotróf baktériumok között,  valamint a Dendroctonus bogarak és bizonyos gombák között. 
Szimbiotikus kospeciáció előfordul a Crematogaster hangyák és a Macaranga növények között,  a Ficus fügefák és a Chalcididae darazsak között  valamint a Poaceae fűfajok és az Epichloe gombák között. 

## Hamis inkongruencia
A Fahrenholz-szabály szerint a kospeciáció meghatározásának két fő hibája lehet, a hamis kongruencia és a hamis inkongruencia esete. Hamis kongruencia akkor fordul elő, amikor a parazita és a gazdaszervezet filogenetikája egybevágó, de nem a kospeciáció miatt. Ha a paraziták a gazdákat a gazdafajok szétválása után kolonizálják, akkor a kongruens filogenitkai fák átfedései véletlenből származnak, ennek azonban kicsi az esélye. A hamis inkongruencia az, amikor kospeciáció történt, de a gazda és a parazita fajok filogenetikája nem tükrözik egymást. Ez gyakoribb, és számos tényező okozhatja, akkor is jelen lehet, ha a gazdán lévő parazitákat a vizsgáló ember nem veszi észre. 

### Gazdaváltás
Noha a parazitákról azt gondolják, hogy egy bizonyos gazdafajra specializálódtak, gyakori, hogy egy másik gazdafajt is kolonizálnak, amelyet korábban nem fertőzött a parazitafaj. Ha gazdaváltás után történik a kospeciációs esemény, a parazita más gazdafajon is előfordul, így nem lesz kongruencia a két csoport törzsfejlődése között. A kipusztulás vagy a független speciáció párhuzamosan a filogenetikai összehasonlítások bonyolulttá válhatnak, és teljesen elfedhetik a kospeciációs eseményt. 

### Független speciáció
A független specifikáció önmagában kevésbé zavarja meg a kospeciáció mérésére használt filogenetikai elemzést. A kihalással kombinálva azonban a független speciáció nagyon problematikus lehet a gazda és a parazita filogenetikai vizsgálatánál. Független speciációról akkor beszélünk, ha egy gazdafajon egy parazitafaj két leszármazási vonalra válik, így két parazitafaj alakul ki egy gazdafajon. Ez bonyolulttá válik, ha a két parazitafaj kospeciáción megy keresztül a gazdafajjal,  majd valamelyik parazitafaj kihal, így a parazita és a gazda leszármazási vonalai eltérnek egymástól. Annak ellenére, hogy a paraziták és a gazdák között kospeciáció történt, filogenetikájuk nem lesz kongruens. 

### Kihalás
Kospeciáció után előfordulhat, hogy a parazita (vagy szimbionta) kihal, míg a gazda túlél. Ez általában akkor fordul elő, ha a gazda élőhelyet vált.

### "Lekésni a buszt"
Ha a parazita sporadikusan fordul elő a gazdapopulációban, előfordulhat, hogy a gazdafaj speciációja fertőzetlen egyedeken zajlik le, így kialakul egy parazitamentes leszármazási vonal. Ezt hívják úgy, hogy a parazita "lekéste a buszt". A későbbiek során a parazita potenciálisan kospeciáción mehet át a gazdával, de az is előfordulhat, hogy a gazda egyik leszármazási vonalából hiányozni fog ez a parazita. A kihaláshoz és a független speciációhoz hasonlóan önmagában ez sem zavarja meg a filogenetikai elemzéseket, azonban ha egyszerre ezek közül több folyamat is lejátszódik, problémák merülhetnek fel a filogenetika vizsgálatakor.